# 格雷斯維爾 (喬治亞州)
格雷斯維爾（英語：Graysville）是位於美國喬治亞州卡圖薩縣的一個非建制地區。該地的面積和人口皆未知。

## 地理
格雷斯維爾的座標為34°58′35″N 85°08′29″W / 34.97639°N 85.14139°W，而該地的平均海拔高度為213米（即699英尺）。